# Mort d'un guide
Pour plus de détails, voir Fiche technique et Distribution.
 Mort d'un guide est un film français réalisé par Jacques Ertaud et diffusé en 1975.

## Synopsis
Le film a pour point de départ la tentative d'escalade de la face ouest des Drus par Michel Servoz, guide de haute montagne, et son ami le jeune aspirant guide Patrick Falavier.
Ils sont partis depuis cinq jours pour cette course prestigieuse. Le capitaine de gendarmerie ne peut engager des recherches en vue d'un sauvetage sans l'intervention de la famille. Or Marie Servoz respecte le souhait de son mari : garder le secret sur cette course. 
Mais sa fille, Catherine, fiancée avec Patrick Falavier ne partage pas cet avis. Pour elle, l'attente a assez duré. Un journaliste révèle ainsi que Michel Servoz tente l'ascension des Drus par la face ouest...
Il en revient seul.
Michel Servoz doit, un mois plus tard, et sans l'avoir voulu, relater dans quelles circonstances réelles Patrick a perdu la vie, à la demande d'un mystérieux client qui l'embauche pour une course dans un secteur proche, puis demande peu à peu à modifier l'itinéraire, pour approcher des lieux du drame, sans vraiment dire pourquoi.
Il s'agit de Philippe, le propre frère de la victime...
Et cette fois encore l'expédition tourne mal : Après une chute, Michel Servoz doit finalement sacrifier sa vie pour sauver celle de Philippe.

## Auteur
L'auteur, Jacques Ertaud, est le beau-frère de l'alpiniste Maurice Herzog, maire de Chamonix. Il a été reporter-photographe pour Match, Life et National Magazine puis producteur du magazine d'information 7 jours du Monde de 1963 à 1965 et de L'Invité du Dimanche de 1968 à 1970, et a réalisé de nombreuses séries populaires à succès pour la télévision dont L'Homme du Picardie, Sans famille, Maria Vandamme, où encore Les Allumettes suédoises.

## Fiche technique
- Date de sortie : 4 janvier 1975
- Réalisateur : Jacques Ertaud, assisté d'Hugues Burin des Roziers
- Scénariste : Henri Grange
- Musique: Olivier Messiaen "Quatuor pour la fin du temps", François de Roubaix et Éric Demarsan
- Société de production : ORTF
- Photo, image : Louis Miaille et René Vernadet
- Langue : français
- Genre : Film dramatique
- Durée : 100 minutes
- Affiche : René Ferracci (France)

## Distribution
- Pierre Rousseau : Michel Servoz
- Georges Claisse : Philippe Falavier
- Victor Lanoux : Maurice Mérinchal
- Yves Peneau : Adrien Falavier
- Roland Blanche : Pierre Taconnaz
- Yves Barsacq : Chantelot
- Jean-Pierre Marry : Patrick Falavier
- Jeanne Allard : Marie Servoz
- Joëlle Fossier : Catherine Servoz
- Jean Valmont : capitaine Morteau
- Françoise Lugagne : Lucienne Falavier
- Edmond Denis : Christian Lajoux
- Jacques Marchand : adjudant Thiébaud
- Bernard Charlan : Tardiveau
- Adrien Nicati : le chef guide

## Pour approfondir